# Max Loreau
Pour les articles homonymes, voir Loreau.
Max Loreau (7 juin 1928 - 7 janvier 1990) est un philosophe, poète et critique d'art belge.

## Biographie
Max Loreau s'intéresse à l'esthétique de la Renaissance avant de publier le catalogue des œuvres complètes de Jean Dubuffet. Il sera proche des membres du groupe Cobra. Il consacre différents articles à des peintres comme Guillaume Corneille ou Asger Jorn, avant de rédiger une étude plus complète sur les logogrammes de Christian Dotremont en 1975. Il travaillera également avec Pierre Alechinsky qui l'aidera à publier un de ses derniers textes, L'Épreuve.
Sa philosophie prend racine dans la phénoménologie, à partir de laquelle il tente de réhabiliter le corps. Il part d'une approche génétique dans laquelle il tente de repenser l'origine du phénomène comme genèse de l'apparition. Dans Cri, il inaugure un style radical à partir duquel il décrit l'effet de rupture, de déchirement et le vide qui émerge du cri. Cette mise à nu de l'expérience du langage invite à redéfinir l'émergence de l'apparaître et montrer comment la vue reprend ses repères et reconstitue un monde. Partant d'une critique de la vision platonicienne, qui nie fondamentalement le corps, puisqu'elle est idéalisée comme une vision des idées, cette voie amène Loreau à repenser un nouveau commencement du corps, de la vision et du langage.
Max Loreau a également publié différents poèmes, sous les titres Cerceaux s'orcellent, Chants de la perpétuelle venue et Florence portée aux nues.

## Œuvres
- Dubuffet et le voyage du centre de la perception, La Jeune Parque, 1966 (essai).
- Vers une peinture péremptoire. Asger Jorn, Galerie Jeanne Bucher, 1967.
- Cerceaux s’orcellent, Galerie Jeanne Bucher, 1967 (poèmes).
- Jean Dubuffet. Délits, déportements, lieux de haut jeu, Weber, 1971 (tirage limité).
- Cri. Éclat et phases, Gallimard, 1973 (essai).
- Jean Dubuffet. Stratégie de la création, Gallimard, 1973 (essai).
- Dotremont. Logogrammes, Georges Fall, 1975.
- Nouvelles des êtres et des pas, Gallimard, 1976 (nouvelles).
- Chants de perpétuelle venue, Gallimard, 1977 (poèmes).
- Michel Deguy. La poursuite de la poésie tout entière, Gallimard, coll. « Le Chemin », 1980, 192 p. (ISBN 2-07-020096-5) (essai).
- La Peinture à l’œuvre et l’énigme du corps, Gallimard, 1980 (essai).
- Florence portée aux nues, L’Astrée, 1986 (poèmes).
- En quête d’un autre commencement, Leeber-Hossmann, 1987 (essai).
- La Genèse du phénomène. Le phénomène, le logos, l’origine, Minuit, 1989 (essai).
- L’Épreuve, Fata Morgana, 1990 (poèmes).

posthumes :
- « Ode à la pluie des fous », PO&SIE, no 80,‎ 1997, p. 215-226
- De la création, Labor, coll. « Espace Nord », 1998.
- Genèse. Cri II, Galilée, 2001 (essai).
- Vue d’intérieur. Le drame de la naissance du Globe, Carte blanche, 2005.
- Les Ateliers de Max Loreau, écrire, tracer, penser : Articles 1962-1989, Labor, 2005.